# El Zapotal, Hidalgo
El Zapotal är en ort i Mexiko.   Den ligger i kommunen San Felipe Orizatlán och delstaten Hidalgo, i den sydöstra delen av landet, 210 km norr om huvudstaden Mexico City. El Zapotal ligger 202 meter över havet och antalet invånare är 116.
Terrängen runt El Zapotal är platt åt sydost, men åt nordväst är den kuperad. Runt El Zapotal är det ganska tätbefolkat, med 248 invånare per kvadratkilometer. Närmaste större samhälle är Huejutla de Reyes, 19,3 km sydost om El Zapotal. Omgivningarna runt El Zapotal är en mosaik av jordbruksmark och naturlig växtlighet.